# أبو الهيثم بن التيهان
أبو الهيثم مالك بن التّيّهان الأنصاري، صحابي بدري من الأنصار، شهد المشاهد كلها، وهو أحد الستة الذين قبلوا الدعوة للإسلام من النبي محمد في مكة حين كان يدعو القبائل للإسلام في موسم الحج. لقب ب«ذي السيفين» لاستعماله سيفين في المعارك.

## سيرته
كان أبو الهيثم بن التيهان في الجاهلية ممن يكسرون الأصنام، وكان يؤمن هو وأسعد بن زرارة بالتوحيد. لذا، عندما عرض عليه النبي محمد الإسلام في مكة في موسم الحج، كان واحدًا من الستة أو الثمانية من أهل يثرب الذين آمنوا به وعادوا إلى بلدهم ونشروها، وجاؤوه في العام التالي اثني عشرة رجلاً وبايعوه بيعة العقبة الأولى، فهو أحد نقباء الأنصار الإثني عشر، وقيل أنه أول من بايع النبي محمد يومها، كما شهد بيعة العقبة الثانية.
أما نسبه فقد اختُلف فيه فقيل أنه من بلي من قضاعة وكان حليفًا لبني عبد الأشهل أحد بطون الأوس، وقيل أنه من الأوس، ونسبه هو مالك بن التيهان بن مالك بن عمرو بن زيد بن عمرو بن جشم بن الحارث بن الخزرج بن عمرو بن مالك بن الأوس، وقيل بل هو مالك بن التيهان بن مالك بن عبيد بن عمرو بن عبد الأعلم بن زعوراء بن جشم بن الحارث بن الخزرج بن عمرو بن مالك بن الأوس، وأمه هي ليلى بنت عتيك بن عمرو بن عبد الأعلم بن عامر بن زعوراء بن جشم بن الحارث بن الخزرج بن عمرو بن مالك بن الأوس.
لما هاجر النبي محمد إلى يثرب، آخى النبي محمد بينه وبين عثمان بن مظعون، وقد شهد أبو الهيثم مع النبي محمد المشاهد كلها، كما استخدمه النبي محمد خارصًا إلى خيبر ليُقدّر قيمة زروعها بعد مقتل عبد الله بن رواحة في مؤتة، وهي المهمة التي دعاه إليها الخليفة الأول أبو بكر الصديق، فاعتذر أبو الهيثم بأنه لن يخرص بعد النبي محمد.
اختلف في تاريخ ومكان وفاته، قيل بأنه توفي سنة 20 هـ، وقيل 21 هـ، في المدينة المنورة في خلافة الخليفة الثاني عمر بن الخطاب، وقيل بأنه شهد صفين، وقُتل بها سنة 37 هـ. وقيل: شهد صفين مع علي ومات بعدها بيسير. وقال الأَصمعي: إِنه مات في حياة رسول الله ، وليس بشيءٍ.